# Siad Barre

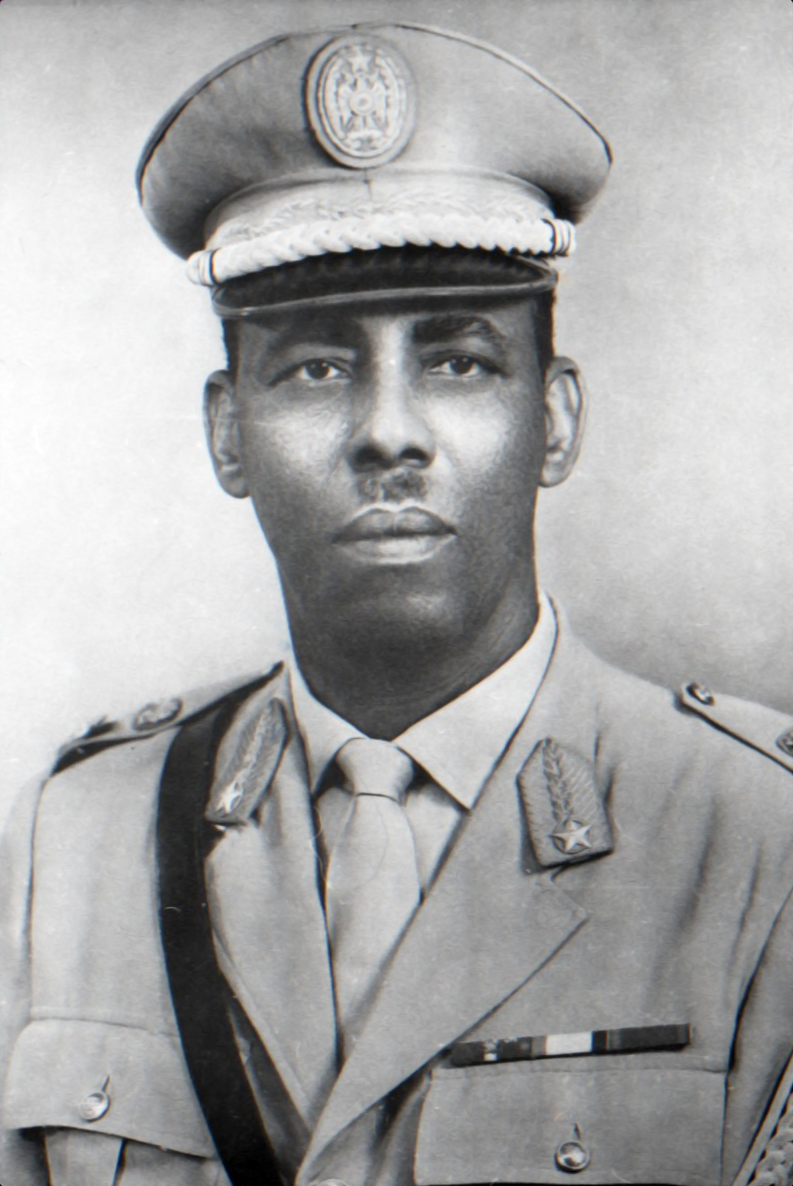
Siad Barre (ca. 1970)

Mohamed Siad Barre (Somali Maxamed Siyaad Barre, * nach eigenen Angaben 6. Oktober 1919 in Garbahaarrey, Somalia, anderen Angaben zufolge 1910 in Shilabo, Ogaden, Äthiopien; † 2. Januar 1995 in Lagos, Nigeria) war ein somalischer Offizier und von 1969 bis 1991 der diktatorische Präsident Somalias.
Nach einem Militärputsch an die Macht gelangt, führte er in den 1970er-Jahren sein Land nach den Prinzipien des „wissenschaftlichen Sozialismus“ und führte diverse, zum Teil populäre Reformen durch. 1977/1978 führte er den Ogadenkrieg gegen Äthiopien, den Somalia verlor, und wechselte in dessen Verlauf von der Seite der Sowjetunion auf diejenige der USA, da die Sowjetunion Äthiopien unterstützte. In den 1980er-Jahren wurde seine Regierung korrupter, unpopulärer und repressiver und zunehmend von verschiedenen Guerillabewegungen bekämpft, bis Barre 1991 gestürzt wurde. Sein Sturz markierte zugleich die Eskalation des Bürgerkrieges in Somalia, da sich die verschiedenen Anti-Barre-Bewegungen nicht auf eine Nachfolgeregierung einigen konnten. Seine letzten Jahre verbrachte Barre in Kenia und Nigeria.
Er selbst ließ sich bevorzugt Jaalle Siyaad („Kamerad Siad“) nennen. Ein weiterer Name war Afweyne („Großmaul“), ein Spitzname, der ihm in seiner Jugend von anderen Hirtenjungen gegeben worden war.

## Leben

### Herkunft und Karriere
Siad Barres Geburtsdatum und sein Geburtsort sind nicht zweifelsfrei bekannt. Unbestritten ist, dass er als Angehöriger des südsomalischen Clans der Marehan-Darod geboren wurde und seine Mutter den Ogadeni-Darod angehörte. Siad Barre selbst gab an, 1919 in Garbahaarrey in der südsomalischen Region Gedo geboren zu sein. Anderen Angaben zufolge ist er jedoch 1910 in Shilabo in der Provinz Hararge im äthiopischen Ogaden geboren, reiste später zur Ausbildung nach Luuq und nach Mogadischu im damaligen Italienisch-Somaliland und gab Garbahaarrey innerhalb Italienisch-Somalilands als Geburtsort an, um in das Corpo Zaptie der Polizia Africana Italiana eintreten zu können.
Nachdem im Verlauf des Zweiten Weltkrieges Großbritannien von Kenia her Italienisch-Somaliland besetzt hatte, absolvierte Barre eine Ausbildung bei den King’s African Rifles im kenianischen Kabetti. Innerhalb der British Colonial Police stieg er in den höchsten Rang auf, der für einen somalischen Einheimischen möglich war. Nach der Rückkehr der Italiener als Treuhandmacht ging er für zwei Jahre an die Scuola Allievi ufficiali Carabinieri nach Italien, danach besuchte er Kurse in Politik und Administration in Mogadischu. Als erster Somalier wurde er Polizeioffizier. Später trat er in die im April 1960 gegründete Somalische Nationalarmee ein.

### Machtübernahme
Von der Unabhängigkeit 1960 bis 1969 war Somalia ein demokratischer Staat, in dem jedoch das hohe Ausmaß von Korruption und Nepotismus für Unmut bei Teilen der Bevölkerung sorgte. Nachdem Präsident Abdirashid Ali Shermarke am 15. Oktober 1969 ermordet wurde, führte Siad Barre am 21. Oktober eine Gruppe von 20 Armee- und fünf Polizeioffizieren, die die Macht übernahmen. Etliche Politiker wurden daraufhin verhaftet, die Nationalversammlung (Parlament) geschlossen, das Oberste Gericht abgeschafft, die Verfassung suspendiert, politische Parteien verboten und das Land in Demokratische Republik Somalia umbenannt. Am 1. November bildeten die Putschisten den Supreme Revolutionary Council (SRC, Oberster Revolutionsrat).

### Präsidentschaft
Generalmajor Siad Barre wurde bald Staatsoberhaupt und Vorsitzender des SRC, dessen Politbüros, des Kabinetts und der Komitees für Verteidigung, Sicherheit und Justiz. Im ersten Jahr seiner Präsidentschaft ließ er diverse potenzielle Rivalen und Gegner, darunter auch Mitglieder des SRC, verhaften oder exekutieren. Er erklärte den „wissenschaftlichen Sozialismus“ zur Staatsideologie und brachte die wenigen „modernen“ Bereiche der Wirtschaft Somalias unter staatliche Kontrolle. Dies betraf Banken, Versicherungen, Stromproduktion, Erdölraffinerien, den kleinen industriellen Sektor und die Zuckerproduktion, nicht jedoch die Bananenplantagen und die Viehwirtschaft als bedeutendste Wirtschaftszweige. In diesen beiden Bereichen brachte der Staat Handel und Export unter seine Kontrolle, nicht jedoch die Produktion. Zahlreiche Gesetze verstärkten die Kontrolle des Staates über diverse Bereiche des Lebens.
1974–1975 dämmte die Regierung mit Unterstützung der Sowjetunion und anderer Staaten insgesamt erfolgreich die Folgen einer Dürre im Nordosten Somalias ein. Versuche, dürrebetroffene ehemalige Nomaden in fruchtbareren Gebieten in Südsomalia als Bauern auf Staatsfarmen oder in Fischereikooperativen anzusiedeln, waren jedoch von beschränktem Erfolg.

#### Innen- und Gesellschaftspolitik
Gesellschaftspolitisch strebte Barre eine Überwindung der traditionell bestehenden Unterschiede und Diskriminierungen nach Clanstrukturen an, die er als somalische Version von Klassenunterschieden ansah. Die Erwähnung von Clans reichte bisweilen aus, um verhaftet zu werden. Dies konnte jedoch nicht verhindern, dass das Clansystem im Alltagsleben weiterhin eine bedeutende Rolle spielte.
Weitere gesellschaftspolitische Reformmaßnahmen betrafen die Lage der Frauen. So wurde eine nationale Frauenorganisation gegründet, in deren Rahmen Frauen „revolutionäre Unterweisungen“ erhielten. Ihre rechtliche Stellung bezüglich Heirat, Scheidung und Erbrecht wurde verbessert und die verbreitete Mädchenbeschneidung (Infibulation) verboten.

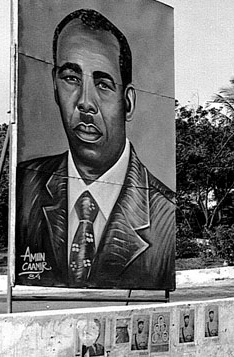
Plakat mit Abbildung Barres in Mogadischu

Populär waren die Maßnahmen der Regierung zur Förderung der Bildung in Somalia: 1972 wurde die seit Jahrzehnten politisch geforderte Standardisierung und Verschriftung der somalischen Sprache verwirklicht, anschließend wurden Alphabetisierungskampagnen gestartet. Diese erreichten laut offiziellen Angaben bis Mitte der 1970er-Jahre eine Alphabetisierungsrate von 60 % (unabhängige Angaben schätzten den Erfolg weniger groß ein).
Zugleich wurde ein ausgeprägter Personenkult um Siad Barre eingeführt. Es wurden „Orientierungszentren“ im ganzen Land eingerichtet, in denen ein Großteil des öffentlichen Lebens stattfinden sollte und die Begeisterung für die Revolution gepflegt werden sollte. Barre wurde zum „Vater“ der somalischen Nation und zum Teil einer „neuen Dreifaltigkeit“ von Marx, Lenin und Barre stilisiert. Gegner des Regimes wurden vom National Security Service (NSS) verfolgt, und Folter war in den Gefängnissen verbreitet.

#### Außenpolitik und Ogadenkrieg (1977–1978)
Außenpolitisch ging Siad Barre eine enge Bindung an die Sowjetunion ein, die 1974 in einem Freundschaftsvertrag gipfelte. Im selben Jahr führte er Somalia in die Arabische Liga und wurde zum Vorsitzenden der Organisation für Afrikanische Einheit gewählt. Es heißt, dass er Nasser, Kim Il-sung, die Führung der Volksrepublik China, Ahmed Sékou Touré und Nicolae Ceaușescu hoch schätzte.
1976 übertrug Barre auf Anraten der Sowjetunion die Macht formell an die Somalische Revolutionäre Sozialistische Partei und schuf damit ein Einparteiensystem nach sowjetischem Vorbild. Er verfolgte auch das Ziel, alle Somali in einem Groß-Somalia zu einen, was Gebietsansprüche auf Teile von Äthiopien und Kenia mit einschloss. Somalia rüstete mit sowjetischer Hilfe massiv auf, um diese Ambitionen realisieren zu können. Diese zielten vor allem auf die von Somali bewohnte Grenzregion Ogaden, die seit Ende des 19. Jahrhunderts zu Äthiopien gehörte. Dort gründete Barre Mitte der 1970er die Westsomalische Befreiungsfront (WSLF), die einen bewaffneten Aufstand begann.
1977 unternahm er einen offenen Angriff auf das Nachbarland, da Äthiopien nach dem Sturz des Kaisers Haile Selassie innenpolitisch geschwächt war. An der Seite der WSLF nahm die somalische Armee einen Großteil Ogadens ein. Das Blatt wendete sich allerdings bald darauf, als die marxistische Militärjunta Derg unter Mengistu Haile Mariam in Äthiopien ihre Macht gefestigt hatte. Die Sowjetunion entschied, diese neue äthiopische Regierung zu unterstützen. Barre brach daraufhin im November 1977 mit der Sowjetunion und wandte sich den USA zu. Da die USA ihn aber nicht in einem vergleichbaren Maße unterstützten, wie die Sowjetunion demgegenüber das kommunistische Regime in Addis Abeba verstärkte, endete der Ogadenkrieg 1978 mit der Niederlage Somalias.
Ins Blickfeld Deutschlands geriet Barre im Herbst 1977, als er der deutschen Spezialeinheit GSG9 gestattete, die in Mogadischu gelandete entführte Lufthansa-Maschine Landshut zu stürmen. Diese Erlaubnis war eine Überraschung, galt Barre doch als überzeugter Sozialist und Sympathisant terroristischer Vereinigungen, wie beispielsweise bestimmter radikaler Gruppen innerhalb und außerhalb der PLO.

#### Nach dem Ogadenkrieg
Der Verlust des Ogadenkrieges wird allgemein als der Wendepunkt betrachtet, ab dem die Lage innerhalb Somalias schwieriger wurde, das Barre-Regime an Popularität verlor und korrupter und repressiver wurde. Der Krieg brachte zahlreiche Tote, hohe Kosten für Somalia und den Zustrom von Hunderttausenden Flüchtlingen aus Ogaden, was zu einem Niedergang der Wirtschaft beitrug. Die nationalistische Stimmung, die ihren Höhepunkt in den ersten Monaten des Krieges erreicht hatte, wich einer verbreiteten Enttäuschung. In der Innenpolitik beschuldigten sich verschiedene Akteure vor allem, wer den Verlust Ogadens zu verantworten hatte. 1978 kam es zu einem ersten Putschversuch von Offizieren aus dem Majerteen-Darod-Clan. Die Regierung reagierte, indem sie die Spezialeinheit der Red Berets (somali: Duub Cas) auf die Majerteen ansetzte und Wasserreservoirs in deren Gebiet in Mudug zerstören ließ. Einer der Beteiligten an dem Umsturzversuch, Abdullahi Yusuf Ahmed, entkam nach Äthiopien und führte 1982 eine von Äthiopien unterstützte Militäroffensive der Somali Salvation Democratic Front (SSDF) in den Grenzregionen Mudug, Galguduud und Hiiraan.
Nach dem Wechsel auf die Seite des Westens erhielt die Barre-Regierung von den USA und weiteren westlichen Staaten umfangreiche Militär- und Entwicklungshilfe. Korruption und Vetternwirtschaft nahmen in dieser Zeit deutlich zu, während sich die Wirtschaftslage durch die Folgen des Ogadenkrieges, anhaltend hohe Militärausgaben, Dürre und erfolglose Wirtschaftspolitik verschlechterte. Immer deutlicher stützte Barre seine Macht vor allem auf seinen eigenen Clan der Marehan-Darod, auf den Ogadeni-Darod-Clan seiner Mutter und auf die Dolbohanta-Darod, die sogenannte „MOD-Allianz“. Um den Anschein einer Beteiligung aller Clans zu erhalten, bezog er indes einige Angehörige anderer Clans wie der Isaaq und Minderheiten wie die Benadiri und Midgan in den Staatsapparat ein. Verschiedene Politiker wurden verhaftet, dann auf Botschafterposten im Ausland verschoben und dann wiederum in hohe Staatsämter erhoben (wie zum Beispiel Mohammed Haji Ibrahim Egal). Das Vertrauen der Öffentlichkeit in den Staat sank im Verlauf der 1980er-Jahre massiv.
Neben der SSDF entstanden weitere, von einzelnen Clans getragene Guerillabewegungen gegen Barre. 1981 gründeten Angehörige des Isaaq-Clans in Nordsomalia das Somali National Movement (SNM), das den Sturz des Regimes zum Ziel hatte. 1988 weiteten sich die Auseinandersetzungen zwischen SNM und Regierungsarmee zum offenen Krieg aus. Die Armee reagierte mit umfangreichen Vergeltungsmaßnahmen gegen die Isaaq, die in der Bombardierung der Städte Burao und Hargeysa gipfelten. Auch der Hawiya-Clan im Süden, obwohl zunächst auf Seiten der Regierung, war von Repressionen betroffen; Exil-Hawiya bildeten den United Somali Congress (USC), der 1989 eine Rebellion anführte. In der Hauptstadt Mogadischu kam es zu Protestkundgebungen und Unruhen, auf die der Staatsapparat mit Massakern an Demonstranten und Zivilisten und willkürlichen Todesurteilen gegen Regimekritiker reagierte. Um seine Macht zu sichern, wandte Siad Barre auch die Teile-und-herrsche-Taktik an, indem er Clans gegeneinander aufbrachte, namentlich die Hawiya gegen die Darod. Während China, Libyen, Apartheid-Südafrika und Italien ihn weiterhin unterstützten, distanzierten sich die USA von Barre, als die Menschenrechtsverletzungen seines Regimes umfangreicher und offensichtlicher wurden und er nach dem Ende des Kalten Krieges seine Bedeutung als Bündnispartner verloren hatte. Ohne die US-Unterstützung geriet er noch stärker unter den Druck der verschiedenen Rebellenbewegungen, schließlich kontrollierte er nur mehr die von USC-Rebellen umstellte Hauptstadt Mogadischu. Dieser Zustand brachte ihm die Spottbezeichnung „Bürgermeister von Mogadischu“ ein.

#### Sturz und Flucht aus Somalia
Am 26. Januar 1991 musste Barre Mogadischu verlassen. Um seine Nachfolge brachen bald schwere Kämpfe zwischen den USC-Führern Aidid und Ali Mahdi Mohammed aus, die in den anhaltenden somalischen Bürgerkrieg mündeten. In Mogadischu lebende Angehörige des Darod-Clans wurden zum Ziel von Vergeltungsaktionen, da man sie kollektiv als Unterstützer Barres ansah.
Barre selbst begab sich mit Teilen der Staatsarmee in das Gebiet seines Clans in Südsomalia. Auf ihrem Weg durch die Täler von Shabelle und Jubba richtete die Armee Plünderungen und Zerstörungen an und trug damit zur kriegsbedingten Hungersnot bei. Barre betrachtete sich weiterhin als legitimer Präsident Somalias. Er versuchte eine Rückkehr nach Mogadischu und stieß zeitweise in die Stadt Baidoa in Südwestsomalia vor. Der USC verfolgte ihn jedoch, drang schließlich nach Südwestsomalia vor und verdrängte ihn endgültig aus Somalia nach Kenia.
Dort wurde er zunächst auf Staatskosten komfortabel beherbergt. Kritik in den kenianischen Medien brachte Präsident Daniel arap Moi dazu, sich an Nigerias Präsidenten Ibrahim Babangida zu wenden, der sich bereit erklärte, ihn in Nigeria aufzunehmen. Barre und etliche Verbündete wurden daraufhin nach Nigeria ausgeflogen. Am 2. Januar 1995 starb Barre in Lagos an einem Herzinfarkt.
Siad Barre wurde in Garbahaarrey begraben. Sein Schwiegersohn Mohamed Siad Hersi Morgan kämpfte als Kriegsherr im Bürgerkrieg im Raum Kismaayo, war aber auch mit einer Fraktion der Puntland-Separatisten verbündet.

### Privatleben und Familie
Siad Barre war mit Khadija Maalin und Dalyad Haji Hashi verheiratet. Er war Diabetiker. Im Mai 1986 wurde er bei einem Autounfall verletzt. Angesichts seiner schlechter werdenden Gesundheit und seiner schwindenden Macht wollte er anscheinend sicherstellen, dass die Macht bei seiner Familie verblieb. Es wird angenommen, dass er seinen Sohn Maslah Mohammed Siad Barre, einen Armeegeneral, als Nachfolger vorgesehen hatte. Maslah kandidierte Anfang 2009 als Präsident der Übergangsregierung Somalias, verlor jedoch klar gegen Sharif Sheikh Ahmed.